# Stagno di Santa Giusta
Lo stagno di Santa Giusta  è una zona umida situata nel omonimo comune, in prossimità della costa occidentale della Sardegna.

Con le direttive comunitarie n. 92/43/CEE e n. 79/409/CEE  è riconosciuto sito di interesse comunitario (SIC ITB030037) e zona di protezione speciale (ZPS ITB034005).

Lo stagno appartiene al demanio della Regione Sardegna che concede lo sfruttamento professionale delle sue risorse ittiche; viene esercitata l'attività di pesca a diverse specie tra cui muggini, orate, spigole, anguille, vongole e granchi.